# 酒井忠義 (競艇選手)
酒井 忠義（さかい ただよし、1946年9月15日 - ）は、香川県出身の元競艇選手。

## 来歴
1963年8月に地元の丸亀でデビューし、デビュー節で初勝利も挙げる。1966年6月にはびわこで初優出初優勝を果たし、1981年11月3日に浜名湖で行われた「第28回全日本選手権競走」でSG初優出で4着に入る。四国地区ボート選手の牽引的な存在となり、1990年には2月に地元丸亀で行われた「四国地区選手権競走」でGI初優勝を果たすと、5月には戸田開設34周年記念「戸田グランプリ」でGI・2勝目を挙げる。2007年6月24日の児島一般戦「第7回競艇マクール杯」で最後の優勝（1号艇1コースから逃げ切り）を果たし、2010年1月23日の芦屋一般戦「第2回ポッカ杯争奪戦」5日目4Rで歴代21人目の通算2500勝（1号艇1コースから逃げ切り）を達成、2012年7月20日の下関一般戦「スポニチ金杯争奪戦」が最後の優出（5号艇5コース進入で4着）となった。2013年11月3日の児島一般戦「児島サポーターズタッチャンカップ」4日目2Rで最後の勝利となる通算2545勝目（2号艇2コースからまくり勝ち）を挙げ、同24日の丸亀一般戦「創刊65周年記念 デイリースポーツカップ」最終日5Rの4着（1号艇1コース進入）をもって現役を引退。
引退後はボートレース殿堂マイスター入りを果たす。

## 獲得タイトル
- 1990年 - 四国地区選手権競走（丸亀）、戸田開設34周年記念「戸田グランプリ」